# Koken met Sterren
Koken met Sterren was een populair Nederlands kookprogramma op RTL 4 waarin de presentatrice met een bekende Nederlander aan tafel zat en een topkok zijn kookkunsten vertoonde. Aan tafel trad de presentatrice op als gastvrouw en praatte met de gast over zijn of haar leven, recente bezigheden en ander nieuws. De chef-kok stond voornamelijk in de keuken maar schoof af en toe bij de gast aan tafel of ondervroeg hem of haar vanuit de keuken. Verder vertelde vinoloog Hubrecht Duijker het een en ander over nieuwe en bijzondere wijnen en bij welke gerechten deze het beste gedronken konden worden.
Het programma werd wekelijks uitgezonden tussen 1993 en 2000 met een onderbreking van 1 seizoen (1997-1998). In het eerste seizoen met presentatrice Catherine Keijl en chef-kok Jon Sistermans trok het tussen de 800.000 en 1 miljoen kijkers per keer op de zondagavond. In 1994 stopte chef-kok Jon Sistermans met zijn aandeel in het programma, Paul Fagel en Cas Spijkers namen dit over.

## Presentatie[5]
| Naam             | Werk          | Jaar                 |
| ---------------- | ------------- | -------------------- |
| Catherine Keijl  | Presentatrice | 1993-1994            |
| Jon Sistermans   | Chef-kok      | 1993-1994            |
| Mireille Bekooij | Presentatrice | 1994-1996, 1998-2000 |
| Cas Spijkers     | Chef-kok      | 1994-1996, 1998-2000 |
| Paul Fagel       | Chef-kok      | 1998-2000            |